# StumbleUpon
 (juillet 2017).
Si vous disposez d'ouvrages ou d'articles de référence ou si vous connaissez des sites web de qualité traitant du thème abordé ici, merci de compléter l'article en donnant les références utiles à sa vérifiabilité et en les liant à la section « Notes et références ».
StumbleUpon était un système de recommandation gratuit permettant de découvrir des pages web en fonction des intérêts, des habitudes de navigation des internautes ainsi que des commentaires des autres utilisateurs. 
Le service était accessible sous différentes formes :
- Sur le site internet stumbleupon.com
- À l'aide des applications iOS[2], Android[3], Windows 8[4] et sur l'Amazon Appstore[5] disponibles sur smartphone et tablette tactile.
- En utilisant l'extension de Mozilla Firefox, également disponible pour Internet Explorer, Google Chrome, Safari et Opera.

Les pages ajoutées étaient taggées par trois mots-clés par personne (facultatif) et une appréciation de type « j'aime » ou « ce n'est pas pour moi » (facultatif, mais évite de retomber sur la page et permet de définir ses goûts avec plus de précision).
Le site a été fermé le 30 juin 2018.

## Fonctionnement
Le principe de fonctionnement repose en plusieurs étapes :
- Inscription au service (afin d'avoir des recommandations personnalisées), où l'on précise ses centres d'intérêt (Technologie, Mode, Football, etc.)
- Utilisation du bouton "Stumble" afin d'obtenir l'affichage d'une page recommandée.
- Une fois la page visionnée, l'utilisateur a la possibilité d'indiquer s'il a aimé ou non la page afin d'affiner les futures recommandation ainsi que de laisser un commentaire.

Il est possible dans la "stumble bar", en haut de l'écran, de filtrer les résultats à un centre d'intérêt particulier.
StumbleUpon utilise le Filtrage collaboratif (un processus automatique combinant l'avis des humains à l'Apprentissage automatique des préférences de l'utilisateur) pour créer des communautés virtuelles d'utilisateurs du web ayant des intérêts communs. L'évaluation des pages présentées met à jour le profil de l'utilisateur et crée un réseau d'internautes aux goûts similaires. Ce réseau social permet d'affiner les recommandations afin de "tomber sur" (en anglais : stumble upon) des pages que l'utilisateur appréciera. La base du fonctionnement de StumbleUpon est la découverte par les utilisateurs de nouveaux contenus, qui seront ensuite présentés aux autres utilisateurs.
Il est également possible de suivre d'autres utilisateurs tels que ses amis afin d'être tenu au courant des pages qu'ils ont aimées.
Quelques fonctionnalités :
- création de listes pouvant être suivies contenant un ensemble de pages suivant la même thématique ;
- StumbleDNA: une visualisation inspirée des goûts personnels de l'internaute ;
- recherche par mot-clé dont la pertinence est parfois plus élevée que sur un moteur classique grâce au concept appliqué de folksonomie ;
- choix parmi de nombreuses catégories thématiques ;
- passer le temps en trébuchant (stumbling) uniquement sur des sites inclus dans ces catégories en un clic ;
- commenter et discuter sur chaque page
- rentrer en contact avec une communauté partageant ses centres d'intérêt à travers le réseau social mis en place

## Paid discovery
StumbleUpon permet aux annonceurs de réaliser des campagnes publicitaires sur l'outil Paid Discovery, un système de stumbles sponsorisés.

## StumbleThru
StumbleUpon a lancé en avril 2007 le service StumbleThru. Il permet aux utilisateurs de l'extension de navigateur de stumbler seulement à l'intérieur d'un même site.